# Gianfranco
Gianfranco  è un nome proprio di persona italiano maschile.

## Varianti
- Maschili: Gian Franco[1][3]
- Femminili: Gianfranca[1][3], Gian Franca[3]

## Origine e diffusione
Si tratta di un nome composto, formato dall'unione di Gianni (a sua volta da Giovanni) e Franco.
Secondo dati raccolti negli anni '70, è il secondo più diffuso fra i composti di Gianni con 131.000 occorrenze (più altre 9.000 per le forme femminili), dietro a Giancarlo (186.000) e seguito, con un notevole distacco, da Gianpiero (31.000), Gianluigi (22.000), Gianbattista (21.000) e via dicendo.

## Onomastico
Nessun santo ha mai portato il nome Gianfranco, che quindi è adespota; l'onomastico si può festeggiare lo stesso giorno di uno dei nomi da cui è composto.

## Persone

Gianfranco Zola

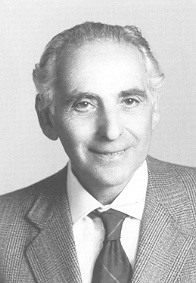
Gian Franco Anedda

- Gianfranco Albano, regista italiano
- Gianfranco Barra, attore italiano
- Gianfranco Bartolini, politico e sindacalista italiano
- Gianfranco Bellini, attore e doppiatore italiano
- Gianfranco Bedin, calciatore e allenatore di calcio italiano
- Gianfranco D'Angelo, attore comico italiano
- Gianfranco De Laurentiis, giornalista e conduttore televisivo italiano
- Gianfranco Ferré, stilista italiano
- Gianfranco Fini, politico italiano
- Gianfranco Funari, conduttore televisivo, opinionista e cabarettista italiano
- Gianfranco Ravasi, cardinale, arcivescovo cattolico, teologo e biblista italiano
- Gianfranco Zola, calciatore e allenatore di calcio italiano
- Gianfranco Mazzoni, giornalista e cronista italiano

### Variante Gian Franco
- Gian Franco Anedda, politico e avvocato italiano
- Gian Franco Gianotti, filologo italiano
- Gian Franco Reverberi, musicista e compositore italiano
- Gian Franco Schietroma, politico italiano
- Gian Franco Svidercoschi, giornalista, scrittore e vaticanista italiano
- Gian Franco Zanetti, pallavolista italiano

### Variante femminile Gianfranca
- Gianfranca Gabellini, vero nome di Scilla Gabel, attrice italiana
- Gianfranca Montedoro, cantante e musicista italiana